# Bande dessinée pédagogique
Dans le domaine de l'enseignement, l'emploi des bandes dessinées (BD) repose sur la notion d'interaction et de motivation pour les étudiants. Les apports possibles de la bande dessinée pour l'éducation ont fait l'objet de discussions ainsi que d'études scientifiques et, au fil du temps, la place de la bande dessinée comme support ou outil pouvant servir à l'enseignement a évolué.

## Bref historique
La bande dessinée a très tôt comporté des ouvrages reprenant certains mythes et légendes et d'autres histoires. Le professeur d'histoire de l'art David M. Kunzle indique que la bande dessinée a été utilisée de multiples façons — à des fins éducatives, instructives ou même d'aide technique — dans différents pays du monde . Un exemple de bande dessinée pédagogique est celui des séries « pour débutants » britanniques, au sujet de la vie et l’œuvre de grands penseurs tels que Darwin ou Einstein, qui ont ensuite essaimé aux États-Unis. Des présentations de concepts scientifiques complexes ont également été faites par le moyen de la bande dessinée. Certaines formes d'ouvrages pédagogiques utilisant grandement la bande dessinée comportent parfois davantage de texte que d'autres bandes dessinées et utilisent assez souvent d'autres médiums inclus dans celle-ci, comme des photographies. Ayant gagné les salles de classe des plus jeunes comme des étudiants, les bandes dessinées pédagogiques ont aussi pu être utilisées dans des contextes professionnels, y compris par le département de la Défense américain ou la CIA.
Dans les années 1970, des colloques portant sur l'enseignement et la bande dessinée ont eu lieu en France et au Québec, mais ils ont eu peu d'impact ; ce n'est qu'à partir de 2008 et 2010 que de nouveaux colloques reviennent sur le sujet dans ces deux contrées.
En France, depuis les années 1970, la bande dessinée en général a progressivement acquis plus de reconnaissance en tant qu'art. Certains y voient différentes catégories de qualités, notamment entre « BD cultivée et BD de masse », mais d'autres catégorisations existent, par exemple par rapport au type de public auquel s'adresse une œuvre, au type de publication et à l'éditeur, etc.. Certains chercheurs relèvent que la bande dessinée et ses créateurs sont vus comme d'autant plus légitimes culturellement qu'ils peuvent être raccrochés à d'autres arts, considérés comme plus « nobles ». Ce qui influe aussi sur la vision de la bande dessinée pédagogique. Un autre aspect pouvant expliquer le peu de présence de la bande dessinée dans les lieux d'enseignement serait le fait que peu d'enseignants la connaissent suffisamment. Par ailleurs, les recherches sur la bande dessinée en France sont plus nombreuses qu'auparavant mais restent peu connues, y compris des enseignants, même ceux en période de formation initiale. Cela amène parfois à des pratiques pédagogiques avec des bandes dessinées ou des supports de bande dessinée pédagogique peu voire mal utilisés.

## Valeur et utilisations pédagogiques de la bande dessinée
La valeur pédagogique de la bande dessinée comme vecteur d'apprentissage et de développement est débatyue depuis les origines du comic book (bande dessinée américaine) dans les années 1930,. En 1944, Sones remarque que la bande dessinée « a inspiré plus de cent études dans des journaux, tant dans la sphère de l'enseignement que dans d'autres domaines ».
La bande dessinée comme support pédagogique retient ensuite l'attention du psychiatre américain Fredric Wertham, qui estime que ce moyen correspond à « un record de médiocrité pour la science américaine ».
D'autres en revanche estiment qu'un support narratif comme la bande dessinée « peut éveiller l'intérêt des élèves envers les sciences » et favoriser la mémorisation des apprentissages tout en encourageant la discussion,. Néanmoins, de nombreux enseignants demeurent « ambivalents » envers l'emploi de la bande dessinée comme support pédagogique. Des bandes dessinées ont servi à diffuser des informations sanitaires, par exemple sur le diabète.
En 1978, Pendulum Press (en) publie aux États-Unis un livre d'introduction sur la valeur de la bande dessinée dans un cadre pédagogique : The Illustrated Format: an Effective Teaching Tool  (ISBN 0883013487). Dans ce pays, la bande dessinée devient un support pédagogique dans des programmes comme « Comics in the Classroom » (bandes dessinées en classe) et « Comic Book Initiative » de l'État du Maryland. Les manuels pour les enseignants, qui indiquent de quelle manière ces derniers peuvent intégrer la bande dessinée en classe, sont accessibles sur le site Brokers of Expertis du ministère de l'enseignement de Californie.
Si les bandes dessinées historiques ou biographiques font partie des genres les plus courants et les plus anciens dans la domaine de la bande dessinée instructive, de nombreux autres domaines sont désormais traités, allant de la vulgarisation sociologique à la physique quantique. Des chercheurs de renom tels que le physicien Thibault Damour, le mathématicien Ivar Ekeland, l'astrophysicien et écologiste Hubert Reeves, l'historien Yuval Noah Harari, le mathématicien Cédric Villani ou les sociologues Michel Pinçon et Monique Pinçon-Charlot ont co-signé des ouvrages de vulgarisation en bande dessinée. Des essayistes engagés tels que Paul Jorion ou Jean-Marc Jancovici ont aussi eu recours à la bande dessinée pour diffuser leur point de vue.
Selon le professeur d'histoire de l'art David M. Kunzle, la bande dessinée comprend plusieurs avantages tels que l'association texte et image, voire des éléments humoristiques, qui font qu'elle peut être un bon support didactique.
En France, en 2019, la revue internationale en sciences de l'éducation et didactique Tréma consacre son numéro 51 aux usages didactiques de la bande dessinée, qui est présentée par les éditrices comme « un objet didactique mal identifié », bien qu'elle ait pris place dans l'enseignement de l'école à l'université. De plus, parmi les ouvrages littéraires conseillés pour les élèves par le Ministère de l'éducation nationale, se trouvent depuis 2002 quelques bandes dessinées (qui ne sont pas des bandes dessinées à visée pédagogique) et la bande dessinée comme genre littéraire devant être connu par les scolaires a acquis une place légitime. Mais cette légitimité reste toutefois encore moindre que celle d'autres types d’œuvres et la bande dessinée est plus souvent fréquentée hors de la classe que dans la classe. En France, en 2019, peu de recherches en sciences de l'éducation existent concernant les enjeux de l'utilisation de la bande dessinée pour l'enseignement.
Par ailleurs, la bande dessinée est souvent vue comme une forme littéraire facile d'accès, or, des études scientifiques — notamment québécoises — ont montré que ce n'est pas toujours le cas, et les lecteurs ont souvent besoin d'être formés à leur lecture si l'on veut qu'ils en retirent certains apprentissages. Ceci est dû au fait que la bande dessinée met en relation texte et image dans un rapport où l'un est aussi important que l'autre pour donner du sens à ce qui est raconté ou expliqué ; cela demande le traitement de ces deux types d'éléments comme vecteurs de sens, ainsi que leur interrelation. Des recherches ont permis de constater que les élèves s'appuient souvent sur le texte mais pas sur l'image pour trouver des informations dans une bande dessinée historique ou justifier des interprétations concernant une bande dessinée littéraire. La capacité de lire et bien comprendre la bande dessinée ainsi que d'en réutiliser certaines informations est qualifiée par Marianne Blanchard et Hélène Raux de « littératie multimodale », en lien avec le fait qu'il faille tenir compte à la fois des écrits — parfois très divers au sein d'une même planche et n'ayant pas les mêmes statuts — et des images. Dans l'enseignement, il peut donc être nécessaire d'enseigner la façon de lire une bande dessinée avant de se servir de ce support pour permettre aux élèves d'apprendre autre chose.
En ce qui concerne l'aspect attractif de la bande dessinée et le fait que son utilisation puisse augmenter la motivation d'un élève, il peut y avoir des variations selon les classes d'âge et également selon le type d’œuvre pris comme support et son adaptation à l'âge du lecteur.

## Genres proches de la bande dessinée pédagogique
La bande dessinée comprend différents genres littéraires, certains pouvant être également utilisés pour s'instruire, comme la bande dessinée documentaire, celle de reportage, celle biographique ou autobiographique. Certains ouvrages sont des ouvrages d'opinion ou de dénonciation de certains faits — certains ayant obtenu des prix tels que le prix Pulitzer —, mais d'autres peuvent être controversés dans ce qu'ils abordent et comment.

## Sélection de quelques bandes dessinées à visée éducative ou pédagogique
- Série Alcibiade Didascaux (1986 pour le premier album), pour l’Égypte ancienne, l'Antiquité grecque et romaine et le Moyen Âge.
- Le guide du zizi sexuel (2001 ; réédition augmentée en 2020), album de Zep et Hélène Bruller (qui est aussi sociologue), avec le personnage de Titeuf, autour de la connaissance du corps, l'éducation sexuelle et amoureuse, les comportements entre filles et garçons, notamment[14].
- Collection de bande dessinée historique et pédagogique Histoire dessinée de la France (débutée en 2017) : une vingtaine d'albums issus du travail collaboratif de différents duos d'historiens et d'auteurs de bande dessinée ; le directeur éditorial de la collection est l'historien Sylvain Venayre[15]. Le premier tome, La balade nationale, a par exemple été réalisé par l'historien spécialiste d'histoire culturelle Sylvain Venayre et l'auteur Étienne Davodeau[15],[16],[17].
- Crédulité & Rumeurs. Faire face aux théories du complot et aux fake news (2018), album du sociologue Gérald Bronner et du scénariste et dessinateur Krassinsky, en lien avec l'esprit critique à l'époque d'Internet[14].
- L'Odyssée évolutive. Pierre Kerner. Max Sandon. Octopus. Delcourt édition, 2022[18].